# Ole Rasmussen (fotbollsspelare född 1952)
Ole Bo Rasmussen, född 19 mars 1952 i Amager, Danmark, är en dansk före detta professionell fotbollsspelare (försvarare) som under 1980-talet representerade Danmark i EM 1984. På klubbnivå spelade Rasmussen  för Næstved IF, Hertha BSC och Odense BK.

## Karriär

### Som spelare
Född på ön Amager började Rasmussen sin seniorkarriär i klubben Næstved IF.  Vid 23 års ålder debuterade han för det danska landslaget i september 1975; detta innan han flyttade utomlands för att spela professionellt för Hertha BSC i Bundesliga. Att han hamnade i den tyska klubben var egentligen en slump då Hertha var i Malmö för att granska danske landslagsspelaren Per Bartram. Bartram kom dock aldrig in på planen, men det gjorde Rasmussen som imponerade såpass att Hertha senare erbjöd ett kontrakt.
Rasmussen gjorde sin Bundesliga-debut i januari 1976 och spelade sedan sammanlagt fem säsonger med laget där de största framgångarna blev två cupfinaler samt en tredjeplats i ligan säsongen 1977/78. 
När Hertha blev nerflyttade till 2. Bundesliga efter säsongen 1980 flyttade Rasmussen tillbaka till Danmark för att spela för Odense BK. Här gjorde han bara en enda säsong innan han återvände till Hertha vintern 1981 där han hjälpte klubben att klara uppflyttning till Bundesliga 1982/83.
Hertha blev dock direkt nerflyttade en andra gång, men nu stannade dansken och följde klubben ner i 2. Bundesliga. Han valdes sedan ut för att representera Danmark vid 1984 års EM och här spelade han i två av Danmarks fyra matcher innan laget eliminerades i semifinalen.
Efter EM flyttade Rasmussen tillbaka till Danmark för att avsluta sin karriär med Næstved IF. Han spelade sin sista match med det danska landslaget i september 1984 vilket gav honom till totalt 41 matcher och 1 mål i landslagssammanhang.

### Som tränare
Rasmussen har efter sin spelarkarriär tränat klubbar som Faxe, Næstveds BK, Slagelse, Herlufsholm och Vordingborg.

## Efter idrottskarriären
Rasmussen har efter att ha slutat som tränare bland annat odlat potatis.

## Meriter
I klubblag
 Hertha BSC
- Cupfinal (2): 1977, 1979

I landslag
 Danmark
- Spel i EM 1984 (semifinal)
- 41 landskamper, 1 mål

### Webbkällor
- Rasmussen på DBU (danska)
- Ole Rasmussen på fussballdaten.de (tyska)
- Profil på transfermarkt